# مایک وایت (فیلم‌ساز)
مایک وایت (انگلیسی: Mike White؛ زادهٔ ۲۸ ژوئن ۱۹۷۰) یک هنرپیشه، و فیلم‌نامه‌نویس اهل ایالات متحده آمریکا است. وی از سال ۱۹۹۷ میلادی تاکنون مشغول فعالیت بوده‌است.

## گزیده فیلمشناسی
از فیلم‌ها یا برنامه‌های تلویزیونی که وی در آن نقش داشته‌است می‌توان به آثار زیر اشاره کرد.
- اورنج کانتی (فیلم) (۲۰۰۲) نویسنده و هنرپیشه
- دختر خوب (فیلم ۲۰۰۲) (۲۰۰۲) نویسنده و هنرپیشه
- مدرسه راک (۲۰۰۳) نویسنده و هنرپیشه
- ناچوی قهرمان (۲۰۰۶) نویسنده و تهیه‌کننده
- فیلم شکلک (۲۰۱۷) نویسنده
- وضعیت برد (۲۰۱۷) نویسنده کارگردان
- آوازخوان حرفه‌ای ۳ (۲۰۱۷) نویسنده
- همسران استپفورد (فیلم ۲۰۰۴) (۲۰۰۴) هنرپیشه
- آسفیکسی (فیلم) (۲۰۰۸) هنرپیشه
- جنتلمن‌های برونکوس (۲۰۰۹) هنرپیشه
- سرزمین زامبی‌ها (۲۰۰۹) هنرپیشه
- سواری (فیلم ۲۰۱۴) (۲۰۱۴) هنرپیشه